# Série 1900 de FEVE
La Série 1900 de la FEVE est composée d'un groupe de locomotives à voie étroite qui ont la particularité de pouvoir être des employés comme véhicule diesel ou électrique, disposant des deux moteurs.

## Histoire
Avec l'augmentation considérable des marchandises à transporter par la FEVE, surtout dans des trains sidérurgiques, et le retrait des locomotives de la série 1000 pour cause d'obsolescence, la FEVE a décidé d'effectuer une reconstruction totale de ces dernières, fabriquées par la société Alsthom, en les transformant dans la nouvelle série 1900. Ces machines sont bi-mode (électriques ou diesel), puisqu'elles peuvent s'adapter à la caténaire, créant un précédent pour ce type de dualité en Espagne. La transformation, qui a consisté au remplacement total de la carrosserie et de la motorisation ainsi que l'assemblage d'équipements, a été effectuée par l'UTE CAF-Sunsundegui, à Altsasu, avec l'adaptation de moteurs Siemens. Elles sont les locomotives les plus modernes de la FEVE.
La caisse est d'une conception moderne avec des lignes arrondies, et abrite deux cabines de conduite, ainsi que tous les composants de traction, tant diesel qu'électriques, les transformateurs et le générateur.
Dans un premier temps 10 unités ont été transformées, numérotées de 1901 à 1910, et en 2004, 7 autres ont été livrées, qui portent les numéros 1911 à 1917. Depuis leur arrivée, elles ont remplacé sur de nombreuses lignes la série 1600, et assurent la traction du train de luxe Transcantabrique entre Ferrol et Balmaseda.

## Voir également
- Série 1000 de FEVE
- Série 1500 de FEVE
- Série 1600 de FEVE
- Série 2400 de FEVE
- Série 2600 de FEVE
- Série 2700 de FEVE
- Disposition des essieux
- Classification des locomotives